# ペーター・ロンネフェルト
ペーター・ロンネフェルト（Peter Ronnefeld, 1935年1月26日 - 1965年8月6日）は、ドイツの指揮者、作曲家。
ドレスデン出身。14歳までヴァルドルフ学校で学んだが、11歳の頃からピアニストとしてステージに立っていた。その後、ベルリン高等音楽院でハンス＝エーリヒ・リーベンザームにピアノ、ボリス・ブラッハーに作曲をそれぞれ師事。1954年からパリ音楽院に留学してオリヴィエ・メシアンに作曲、イヴォンヌ・ルフェビュールにピアノを学んだ。またヒルヴェルサムでパウル・ファン・ケンペンに指揮法を学んでいる。1956年からザルツブルクのモーツァルテウム音楽院で教鞭をとり、1958年にはヘルベルト・フォン・カラヤン指揮下のウィーン国立歌劇場でレペティートーアを務めた。1961年にボンの歌劇場の首席指揮者に転出。さらに1963年からキール歌劇場の音楽監督に転じた。
キールにて没。

## 注
1. ↑  ペーター・ロンネフェルト - Discogs（英語）
2. ↑  “Der nächste Karajan”. 2020年4月30日時点のオリジナルよりアーカイブ。2020年4月30日閲覧。
3. ↑  アーカイブ 2009年10月21日 - ウェイバックマシン
4. ↑  アーカイブ 2020年4月30日 - ウェイバックマシン
5. ↑  Bletschacher, Richard (2008). Essays Zu Musik Und Musiktheater. Böhlau Verlag. p. 171. OCLC 762507720

| スタブアイコン | サブスタブ | この項目は、まだ閲覧者の調べものの参照としては役立たない、人物に関連した書きかけの項目です。この項目を加筆・訂正などしてくださる協力者を求めています（P:人物伝/PJ:人物伝）。 |